# Naturschutzgebiet Kupferberg

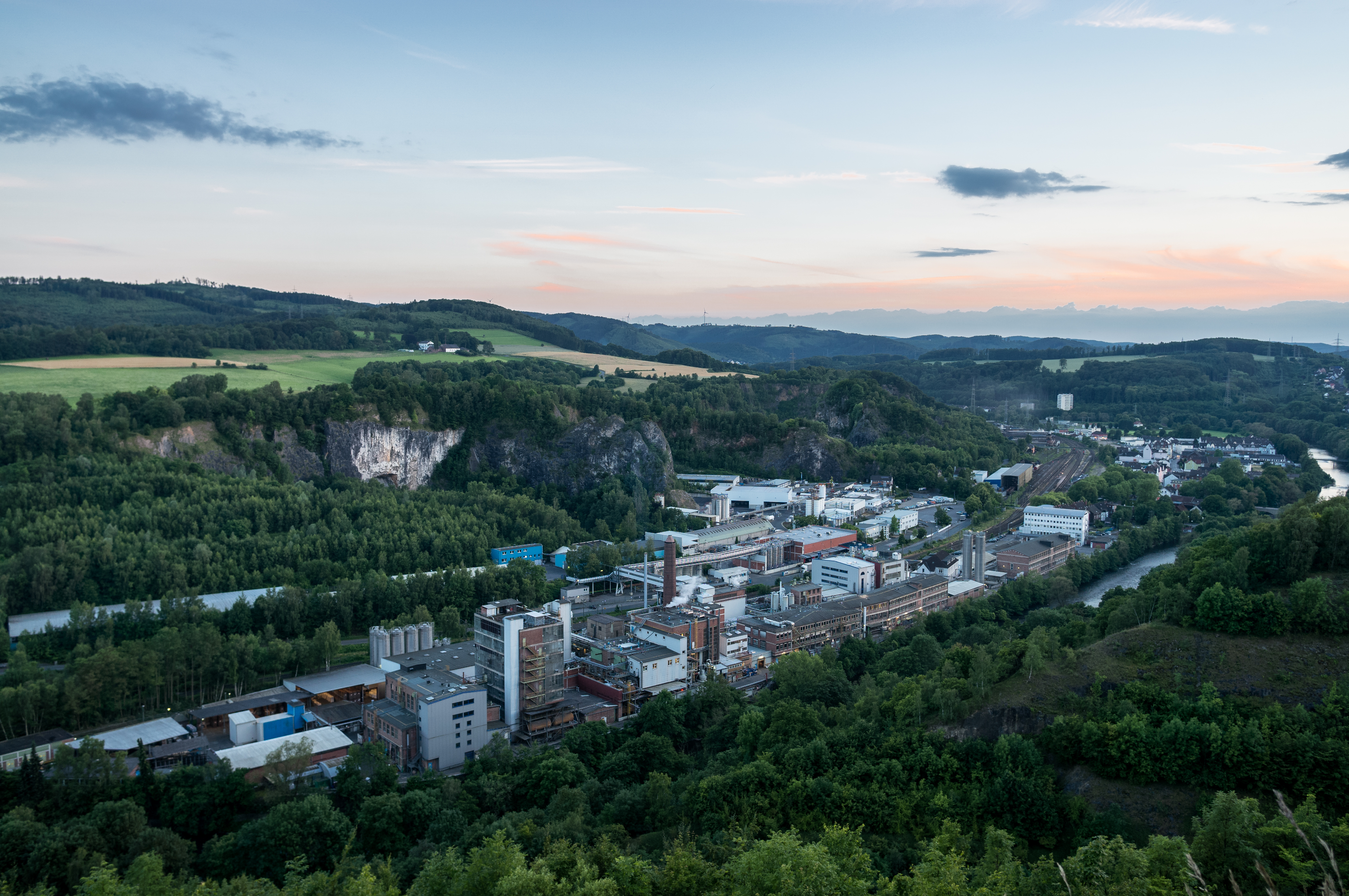
Naturschutzgebiet Kupferberg linker Steinbruchbereich, rechts Naturschutzgebiet Steinbruch Helmke

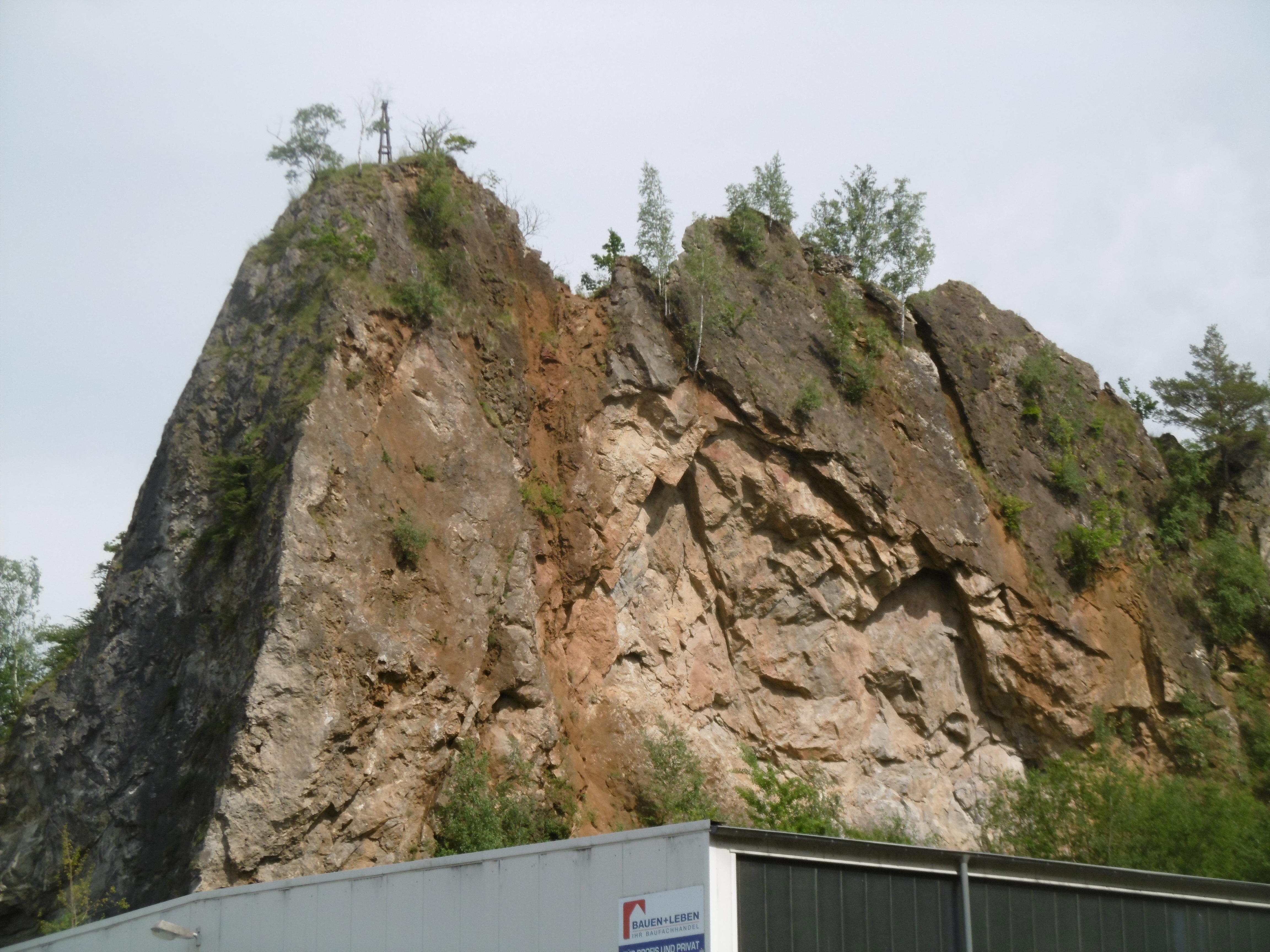
Nordwestecke vom Naturschutzgebiet Kupferberg

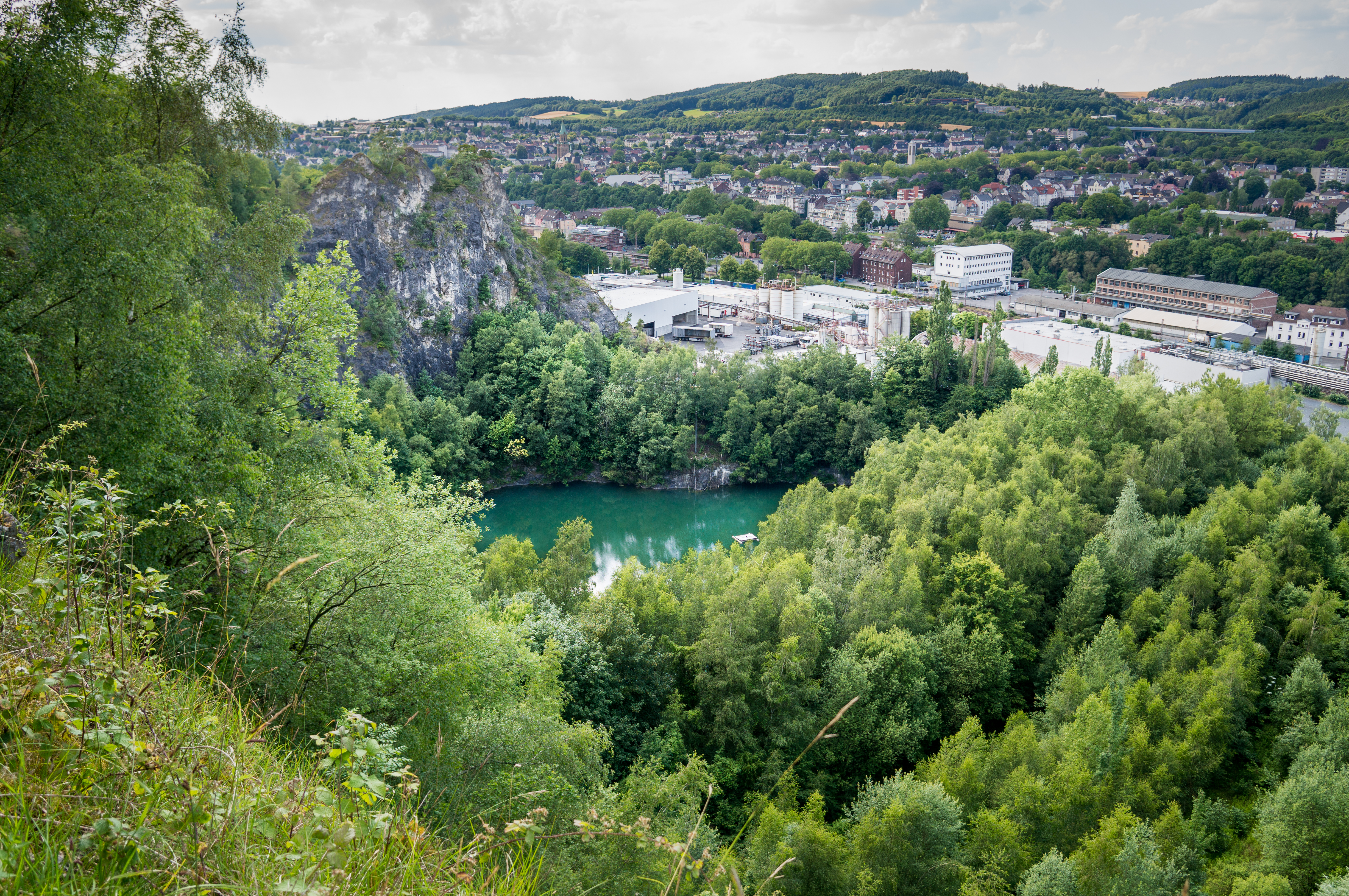
Silbersee mit Nordwestecke vom Naturschutzgebiet Kupferberg

Das Naturschutzgebiet Kupferberg ist ein 15,27 ha großes Naturschutzgebiet (NSG) südlich von Letmathe im Stadtgebiet von Iserlohn im Märkischen Kreis in Nordrhein-Westfalen. Das NSG wurde 1997 vom Kreistag des Märkischen Kreises mit dem Landschaftsplan Nr. 4 Iserlohn ausgewiesen. Das westlich liegende Naturschutzgebiet Steinbruch Helmke ist teilweise nur durch einen Weg vom NSG getrennt.

## Gebietsbeschreibung
Bei dem NSG handelt es sich um den ehemaligen Steinbruch Kupferberg. Im Steinbruch finden sich Halbtrockenrasen, Ruderalfluren, Kleingewässer und Halden. Kriechtiere (Reptilia) und Lurche (Amphibia) kommen im NSG vor. Im Bruch liegt auch ein kleiner See, der im Volksmund den Namen Silbersee hat.

## Schutzzweck
Das Naturschutzgebiet wurde zur Erhaltung und Entwicklung eines ehemaligen Steinbruchs und als Lebensraum gefährdeter Tier- und Pflanzenarten ausgewiesen. Wie bei anderen Naturschutzgebieten in Deutschland wurde in der Schutzausweisung darauf hingewiesen, dass das Gebiet „wegen der landschaftlichen Schönheit und Einzigartigkeit“ zum Naturschutzgebiet wurde.